# Trichosilia pulchrella
Trichosilia pulchrella là một loài bướm đêm trong họ Noctuidae.